# Клеман, Орор
Орор Клеман (фр. Aurore Clément; род. 12 октября 1945) — французская актриса театра и кино.

## Биография
Орор Клеман родилась 12 октября 1945 года.
На театральной сцене играла в постановках Симоны Бенмюсса, Альфредо Ариаса и др.

## Творчество

### Фильмография
- 1974 — Лакомб Люсьен / Lacomb Lucien — Франс Хорн
- 1977 — Следователь Файяр по прозвищу "Шериф" / Le Juge Fayard dit " le Shériff " — Мишель Лувье
- 1984 — Париж, Техас / Paris, Texas — Энн Хендерсон
- 1987 — Прощай, Москва / Mosca addio — Елена
- 1978 — Встречи Анны[фр.] / Les rendez-vous d’Anna — Анна Сильвер
- 1979 — Апокалипсис сегодня / Apocalypse Now — Роксана Сарро
- 1984 — Париж, Техас / Paris, Texas — Энн Хендерсон
- 1992 — сериал «Мегрэ» (серия 5. Мегрэ и обезглавленное тело)
- 2001 — Что ни день, то неприятности / Trouble Every Day — Жанна
- 2002 — Частное расследование / Une affaire privée
- 2003 — Бон вояж! / Bon Voyage — Жаклин де Люссо
- 2004 — Подружка невесты / La Demoiselle d’honneur
- 2004 — Завтра переезжаем / Demain on déménage — Катрин
- 2006 — Мария-Антуанетта / Marie Antoinette — Герцогиня дю Шар
- 2008 — На войне / De la guerre
- 2015 — Большой всплеск / A Bigger Splash — Мирей
- 2017 — Барбара / Barbara
- 2022 — Мегрэ и таинственная девушка / Maigret —  мать Лорана